# سیارک ۶۸۰۱
سیارک ۶۸۰۱ (به انگلیسی: 6801 Strekov، نامگذاری:1995UM1) شش هزار و هشتصد و یکمین سیارک کشف شده‌است که در ۲۲ اکتبر ۱۹۹۵ کشف شد.
قدر مطلق سیارک برابر ۱۳٫۶۰ است.